# まんが4コマぱれっと
『まんが4コマぱれっと』は、かつて一迅社が発行していた月刊4コマ漫画雑誌。2006年9月に『まんが4コマKINGSぱれっと』として創刊し、2022年2月22日に休刊。『まんがぱれっと』と略されることが多い。キャッチフレーズは「めっちゃキュートな4コマ誌」。原則として毎月22日に発売された（日曜日・祝日の場合等による変動あり）。B5判、平綴じ。姉妹誌に『まんがぱれっとLite』があった。

## 特徴
創刊から2011年3月までは、自社のアンソロジーで活躍している作家を中心とした連載陣だったが、2011年4月の統合リニューアルを経て、自社アンソロジー作家の比率は大きく下がり、芳文社やスクウェア・エニックスなど他社で活動している作家の連載作品が増えた。
巻頭作品に4ページ、巻中作品に2ページ×4作品のカラーを使用、B5平綴じ、360円という価格設定も含めて、対抗する芳文社の『まんがタイムきらら』シリーズと同一のフォーマットをとっている。
創刊に先立ち、作者らが1ページずつ4コマ漫画と紹介文を描き下ろした創刊0号が、コミックマーケット70において一迅社の企業ブースで無料配布され、公式ウェブサイトからも閲覧できた。
旧誌名『まんが4コマKINGSぱれっと』の「4コマKINGS」は一迅社が発行するゲームパロディ4コマのレーベルであったが、2011年4月の統合リニューアルを経て、誌名から「KINGS」がなくなった。なお、本誌にもゲームを原作とした4コマ漫画が数点掲載されている。
2018年ごろから、いわゆる1ページに2本のネタが掲載されている通常タイプの4コマ漫画から、横長のコマで1ページ1本のネタが載る「ワイド4コマ」形式が目立ち始め、2020年にはむしろ古参連載陣以外はほぼワイド4コマ掲載という特化型の雑誌に移行しつつある。

## 沿革
- 2006年9月25日 VOL.1 『月刊ComicREX』増刊として『まんが4コマKINGSぱれっと』の誌名で創刊[1]、隔月刊。
- 2007年1月25日 VOL.3 月刊化。以後、号数表記は2007年5月25日のVOL.7まで。
- 2007年6月22日 2007年8月号 独立創刊。号数表記廃止。発売日を毎月22日へ変更。
- 2009年1月22日 一迅社コミック大賞まんが4コマKINGSぱれっと部門を廃止、まんが4コマKINGSぱれっと大賞を創設。
- 2011年4月22日 『まんがぱれっとLite』と統合し『まんが4コマぱれっと』に改題。
- 2011年6月10日 『まんが4コマぱれっとonline』配信開始。
- 2015年12月28日 『まんが4コマぱれっとonline』配信終了。
- 2022年1月21日 2022年3月号にて、本誌が同年4月号で休刊となることを発表[1]。
- 2022年2月22日 4月号にて休刊[2][3]。

## 掲載作品
50音順

### 休刊号連載作品
- アークナイツ OPERATORS!（狂zip、原作・監修：Hypergryph/Yostar） 2021年3月号 - 2022年4月号→『月刊ComicREX』へ移籍[3]
- アズールレーン びそくぜんしんっ!（ホリ、原作：「アズールレーン」運営） 2018年7月号 - 2022年4月号→『月刊ComicREX』へ移籍[3]
- 暗殺の君は殺せない（よの） 2021年10月号 - 2022年4月号→『一迅プラス』へ移籍
- 気をつけなよ、お姉さん。（サスケ） 2021年1月号 - 2022年4月号→『月刊ComicREX』へ移籍[3]
- 軍人少女、皇立魔法学園に潜入することになりました。〜乙女ゲーム？ そんなの聞いてませんけど？〜（漫画：syuri22、原作：冬瀬、キャラクター原案：タムラヨウ） 2021年10月号 - 2022年4月号→『月刊ComicREX』へ移籍[3]
- 食料生成スキルを手に入れたので、異世界で商会を立ち上げようと思います（ごてん、原作：slkn（MFブックス）、キャラクター原案：もやし） 2021年8月号 - 2022年4月号→『一迅プラス』へ移籍
- 白の魔法の売り子さん〜異世界の女の子と仲良くなる方法〜（伊織ハル） 2019年8月号 - 2022年4月号→『一迅プラス』へ移籍
- すのはら荘の管理人さん（ねこうめ） 2014年7月号 - 2022年4月号（2015年12月号休載）→『月刊ComicREX』へ移籍[3]
- となりの布里さんがとにかくコワい。（紀ノ上晟一） 2019年1月号 - →『月刊ComicREX』へ移籍[3]
- 氷室行進曲 冬木GameOver（磨伸映一郎、原作・監修：TYPE-MOON） 2017年10月号 - ※不定期連載
- 氷室の天地 Fate/school life（磨伸映一郎、原作・監修：TYPE-MOON） VOL.2 - 2022年4月号→『月刊ComicREX』へ移籍[3]
- 普通の女子校生が【ろこどる】やってみた。（小杉光太郎） 2011年10月号 - 2011年12月号ゲストを経て、2012年4月号 - 2022年4月号 ※ぱれっとonlineで並行連載
- 未確認で進行形（荒井チェリー） 2009年6月号 - 2022年4月号（2011年7月号 - 8月号休載）→『月刊ComicREX』へ移籍 ※ぱれっとonlineで並行連載
- やさしい教師の躾けかた。（宙） 2009年5・7・8月号・11月号 - 2016年12月号（2012年4・5・8・10・12月号・2013年7・10月号・2014年2・4・7月号・2015年1・2・4月号休載）、2022年4月号→『一迅プラス』へ移籍
- 友人キャラの俺がモテまくるわけないだろ？（はるまれ、原作：世界一） 2021年4月号 - 2022年4月号→『一迅プラス』へ移籍

### 長期休載作品
- 異世界先輩-手品先輩はこの世界でもポンコツなようです-（しょたん、原作：アズ） 2020年1月号 - 2020年5月号
- 最強勇者の災難な冒険 -勇者は呪われた！ 運のパラメータが0になった！-（スミナガシ） 2021年2月号 - 2021年4月号
- サキュバスさんのはつしごと。（しの） 2016年12月号 - 2020年10月号
- ドールズフロントライン トリガーハッピー（鳶村、原作：上海散爆網絡科技有限公司） 2020年2月号 - 2020年8月号

### 連載終了
- アイドルマスター ミリオンライブ! バックステージ（mizuki、原作：バンダイナムコゲームス） 2014年9月号 - 2016年11月号（2015年1・10月号・2016年3月号休載）
- アイドルマスター ミリオンライブ! Road to stage（mizuki、原作：バンダイナムコエンターテインメント） 2016年12月号 - 2019年6月号 ※『アイドルマスター ミリオンライブ! バックステージ』からリニューアルする形で連載開始。隔月連載。
- 明日も晴れるYA!（九暮華麗） VOL.1 - 2009年2月号（2008年1月号のみ休載）
- あにけん（高野うい） VOL.2 - 2011年8月号（2008年7月号・2009年8月号・2010年6月号休載）
- アホっぽいネコ耳女子高生（HRD） 2013年6月号 - 2014年7月号（2013年12月号休載）
- あまえてキビシ（結城心一） 2016年9月号 - 2018年10月号
- あんぐら（ちざきゃ） 2008年2月号 - 2010年4月号（2008年4月号・2009年7月号休載）
- アンティック（和錆） 2010年2月号 - 2011年5月号
- 逝けない娘とだとわかっているけど（R_りんご） 2019年2月号 - 2021年9月号
- いつかまたかえる（荒井チェリー） VOL.1 - 3・5・7・2007年9月号 - 2009年3月号（奇数月）
- 戦乙女（ヴァルキリー）と屋根の下（玉岡かがり） 2011年6月号 - 2013年6月号
- 妹はいいものだ（内村かなめ） 2013年6月号ゲストを経て、8月号 - 2017年1月号　※ぱれっとonlineで2012年9月10日から配信開始、並行連載
- warning!（寺本薫） 2009年8月号 - 2010年3月号
- うしのこくまいる!（湖西晶） 2011年9月号 - 2013年7月号　※ぱれっとonlineで並行連載
- うみねこのなく宴に Tea party of the witches（平こさか、原作・監修：竜騎士07/07th Expansion） 2011年6月号 - 2013年4月号（2011年11月号-2013年1月号休載）※まんがぱれっとLiteより移籍
- M-one（神堂あらし） 2009年4月号 - 2010年4月号
- A-00ab（野々原ちき） 2010年4月号 - 2012年1月号（2010年8月号・11月号・2011年5月号・7月号・9月号 - 12月号休載）　※ショートコミック
- LP!（水月とーこ） 2011年6・9月号　※不定期連載（以後休載）
- 追い風らんっ♪じゃん♪すろー（びび） 2012年3月号 - 2013年3月号
- 大上さんとケルベロスゥ!（ならば） 2014年5月号 - 2019年7月号（2014年8・10月号・2015年1月号休載）
- オート／コーネル（イガラシユイ） 2013年2-4月号ゲスト記載を経て、6月号 - 2014年3月号
- オトナいろ♥オーダーメイド（とまとかげ） 2018年6月号 - 2019年9月号（以後休載）
- 鬼塚ちゃんと触田くん（中原開平） 2019年12月号 - 2021年7月号
- 鬼のまにまに（カモトタツヤ） 2018年8月号 - 2020年1月号
- オレンジぐんだん（高原由） 2012年7月号 - 2014年10月号（2014年5月号休載）
- 学園道中記（みこいちご） 2007年8月号 - 2007年12月号
- 学食「ハナ」のしあわせごはん（pote） 2020年2月号 - 2021年7月号
- かさねインテグラる（岬下部せすな） 2016年7月号 - 2018年8月号
- カノジョと秘密と恋もよう（TOもえ） 2020年1月号 - 2021年8月号
- からふるトラブル（智） 2009年5 - 9月号
- 軌道学園QPD（シルエットさくら） 2009年2 - 7月号
- 吸血鬼はじめました。（雨宮結生） 2017年1月号 - 2019年5月号
- きょうのバカわん娘（れぐ95） 2017年12月号 - 2018年11月号
- 今日もサツキ晴れ!（ストライク平助） VOL.1 - 2008年1月号
- ぐり研（こはら深尋） VOL.4・6・7・2008年2・6・10月号・2009年3・4月号
- Game Create Club（30M先） 2008年10・12月号・2009年1・3-4・8月号ゲスト掲載を経て、2014年4月号-2016年9月号 ※ゲストの続きではなくリメイクの形で連載開始（2015年2・7月号休載）
- 毛玉日和（櫻太助） 2008年10月号 - 2011年3月号
- 恋がさくころ桜どき Colorful days（あちゅむち、原作：ぱれっと） 2013年12月号 - 2015年3月号（2014年1・4月号休載）
- コスちゅ!（一葵さやか） 2008年1月号 - 2011年4月号（2009年2月号休載）
- こまらぶ（森圭治） VOL.1 - 3・5・2007年8月号 - 2008年12月号（偶数月、2008年6月号休載）・2009年4・5・7・9月号・2010年4・5月号-2011年5月号（毎月→2010年10月号以後再び偶数月隔月、2011年4月号休載、以後休載）
- 再生学校（空木あんぐ） 2016年2月号 - 2018年1月号
- ざっちゃん （くろがねぎん） VOL.2・5・7・2007年9月号 - 2008年5月号（奇数月）・6・7・9・11月号 - 2011年1月号
- 悟れ!弥勒ちゃん（ぼるぴっか） 2015年10月号 - 2017年11月号
- SUN×GIRL（30M先） 2010年9月号 - 2013年11月号
- 30歳の保健体育 恋のステップアップ編（三宅大志、原作：三葉） 2010年11月号 - 2012年4月号（2011年8月号・10月号休載）
- 残念肉食ウサ子さん（葉乃はるか、原作：七月隆文） 2014年9月号 - 2015年9月号
- 3年2組の呪い屋さん（柚木涼太）2011年12月号 - 2012年12月号
- 四季おりおりっ!（稲城あさね） VOL.2・4・6・2007年8月号 - 2008年4月号（偶数月）・2008年5月号 - 2012年3月号（2008年12月号・2010年3月号休載）
- 獅子堂さんに叱られたい。（茂木康信） 2019年12月号 - 2022年1月号
- 侵略ですよ?（しんやそうきち） VOL.1 - 2007年12月号
- 好きこそももの上手なれ!（楠元とうか） 2018年11月号 - 2020年10月号
- すこあら!（三ツ雪柚菜） VOL.1 - 2007年9・11月号・2008年1 - 3・5 - 10月号・2009年9月号 - 2010年3月号
- スターマイン（ストロマ） 2009年1月号 - 2019年10月号
- すてぃーるガールズ（ちざきゃ） VOL.1 - 2008年1月号
- すとぽに（広輪凪） VOL.1・2・4・6・2007年8・10・12月号・2008年2 - 7月号
- すもも★あんみつ（神堂あらし） VOL.1 - 2009年2月号
- 世界征服〜4コマのズヴィズダー〜（ホリ、原作：hunting cap brothers）2014年3月号 - 2014年12月号
- 世界は妹が支配しました。（ほっぺげ） 2011年6月号 - 2013年5月号　※ぱれっとonlineで並行連載
- ソーダ屋のソーダさん。（湖西晶） VOL.1 - 2008年1月号
- ソーダ村のソーダさん。（湖西晶） 2008年3月号 - 2009年6月号
- そわそわDrawing（火曜） 2013年9月号 - 2018年4月号（2015年11月号・2016年3月号休載）
- DIEスキ!（ゆうきみちこ） 2009年8月号 - 2010年2月号
- 大図書館の羊飼い 〜Library 4 you〜（オーガスト・和錆） 2012年10月号 - 2015年1月号 ※ぱれっとonlineで並行連載（2014年8月号休載）
- たなボタ（銭形たいむ） VOL.1 - 2008年2月号
- たらちねパラドクス（塀） 2013年5月号 - 2015年7月号（2014年5月号休載）
- だんちがい（米田和佐） 2011年8月号 - 2021年11月号（2011年11月号・2012年4月号休載）
- ちろちゃん（結城心一） VOL.1 - 2012年9月号　※2012年6月号-9月号は「番外編」扱い
- 月のテネメント（塀） 2017年2月号 - 2018年6月号
- つぎ☆はぎナイトメア（ホリ） 2015年10月号 - 2017年12月号
- Tokyo 7th シスターズ ナナシス☆ダイアリー（緑青黒羽、原作・監修：Donuts） 2015年12月号 - 2017年4月号
- ToHeart2 SD 〜せーとかいでいず〜（深山名月、原作：AQUAPLUS）『まんがぱれっとLite』VOL.5-28、30-31（以後休載）
- 東方儚月抄 〜 月のイナバと地上の因幡（原案：ZUN 漫画：あらたとしひら） 2007年8月号 - 2010年2月号（2009年9月号のみ休載）
- Toらいん・あんぐる（神崎りゅう子） 2007年9月号 - 2011年1月号（2010年8月号休載）
- トラブックストアただいま営業中（喜来ユウ） VOL.1 - 2007年11月号・2008年7月号
- ドリーム百合姉（ユリシス）（あどべんちゃら） 2008年5・8月号 - 2010年10月号
- にゃんことカイザー（珠月まや） VOL.5 - 2010年3月号（2008年10月号・2009年8月号・2010年1月号休載）
- 猫だましっ（きむる） 2008年3月号 - 2009年3月号
- 葉月カノンは甘くない。（コバシコ） 2013年7月号 - 2016年6月号
- はにかみ日和（電脳桜蛙団） VOL.1 - 2008年1月号
- 春風いちばんっ（ストライク平助） 2008年2月号 - 2010年6月号（2010年1月号 - 4月号休載）
- ハルノカミカゼ（ichinomi） 2012年9月号から（2013年12月号休載）
- パンなキッス（華原七海） VOL.3 - 2010年8月号（2008年8月号・2009年11月号休載）
- ひぐらしのなく恋に All you need is love（あきばるいき、原作・監修：竜騎士07/07th Expansion） 2011年6月号 - 2013年3月号　※まんがぱれっとLiteより移籍
- ひなたCafeへようこそ（門井亜矢） 2011年1月号 - 2013年3月号（2011年12月号休載）
- ひなビタ♪ Bitter Sweet Girls!（矢澤おけ、原作：Konami Digital Entertainment、キャラクターデザイン：CUTEG） 2015年11月号 - 2017年9月号（2016年1月号休載）
- ひめくり倶楽部（智） 2007年12月号 - 2008年12月号
- 不思議なソメラちゃんオートクチュール（ちょぼらうにょぽみ） 2015年6月号 - 2018年7月号 ※まんがぱれっとLiteで連載された『不思議なソメラちゃん』の続編
- ふしだら×純情（ぷらぱ） 2015年2月号 - 2017年4月号（2016年4月号休載）
- ぶっくまーく!!（冬川） 2014年7月号 - 2015年7月号
- ぷにっと放課後のプレアデス（未来電機、原作：GAINAX） 2015年2月号 - 2016年5月号（2015年10月号休載）
- ボウリングッド!!（稲城あさね） 2014年6月号 - 2017年3月号（2015年7月号・2016年3月号休載）
- 僕の彼女は同人腐女子（祥寺はるか） VOL.7・2007年11月号・2008年2・4・11月号 - 2009年7月号
- ホワイトブリム（桜坂未来） 2009年2・4・7月号 - 2011年5月号（以後休載）
- マジでカガク（あらたとしひら） 2011年6月号 - 2013年12月号（2011年10月号・2012年4・6・9・12月号休載）　※ぱれっとonlineで並行連載
- 魔女とほうきと黒縁メガネ（へーべー） 2011年6月号 - 2014年9月号（2013年2・12月号・2014年3・4月号休載）※ぱれっとonlineで並行連載
- 防衛（まも）って!スクらんブル（鈴鳴いちご） 2009年5月号 - 2011年5月号
- まんが聖マリオン学院（原作：伊福部崇 漫画：ピエール☆よしお） 2009年1 - 6月号
- みちなる（ひざきりゅうた） 2011年6月号 - 2012年10月号（2011年10月号・12月号・2012年4月号休載）
- みつきにっき。（永緒ウカ） 2007年8・10月号・2008年1・3 - 12月号
- みなと∞みらい（むらたたいち）2011年7月号 - 2014年9月号※ぱれっとonlineで並行連載
- みなみのしまのはなむこさん（シルエットさくら） 2007年12月号 - 2008年12月号
- みりたり!（まもウィリアムズ） 2011年5月号 - 2013年7月号　※まんがぱれっとLiteより移籍
  - みりたり! 乙型（まもウィリアムズ） 2014年4月号 - 2018年6月号
- もっと! 委員長（内村かなめ） VOL.1 - 2011年7月号（2010年5月号休載）
- 屋敷はメイドのために!（ぷらぱ） 2011年6月号 - 2013年11月号（2012年4・6月号・2013年7月号休載）
- やはり4コマでも俺の青春ラブコメは間違っている。（種田優太、原作：渡航、キャラクター原案：ぽんかん⑧） 2013年5月号に『プレビューコミック』掲載後、6月号 - 2015年8月号（2014年7月号休載）
- 有限会社ベンリー（中村カンコ） VOL.1 - 2008年3月号
- ゆずかアプセット（種田優太、原案：ゆずかアプセットパートナーズ） 2017年7月号 - 2018年9月号
- 妖怪学園記（きむる） VOL.1 - 2008年2月号（2007年11月号のみ休載）
- ら〜マニア（こもわた遙華） 2011年6月号 - 同年12月号※まんがぱれっとLiteより移籍
- リトルバスターズ! ばんどみっしょん（桜みさき、原作：Key） 2011年8月号 - 2013年3月号（2012年3・8月号・2013年2月号休載、以後休載）
- Rewrite オカ研へようこそ!（夜野みるら、原作：Key） 2011年5月号に『Rewriteプレビュー』掲載後、6月号 - 2013年3月号・11月号 - 2014年4月号（2011年12月号 - 2012年1月号・4月号・2014年3月号休載）
- 隣人を妹せよ!（森乃葉りふ） 2012年6月号 - 2020年4月号
- レッドシップ・カプセルショップ（杜菜りの） VOL.1 - 6（以後休載）

### 読み切り
3回以上掲載された作品のみ・短期集中連載を含む
- 朝倉さくらは自己紹介ができない（森乃葉りふ）2021年5 - 7月号
- うるとら! クイズ学園（森） 2009年7月号・2010年1 - 3・5月号
- おしかけにょうぼのひよりちゃん（有月脩一郎） VOL.5・2007年11月号・2008年1・4・7月号
- おとせ! オチモノ研究会（蒼魚真青） 2008年8 - 10月号
- 踊れや踊れ!（杜丘至） 2009年5・7・11月号 ※第5回一迅社コミック大賞まんが4コマKINGSぱれっと部門佳作受賞者デビュー作（受賞作ではない）
- カレッジバンディッツ（高原由） 2009年8・10月号・2010年8 - 10月号
- かんさつにっき（RikaON） 2008年2・6・7月号
- きすてん（とく村長） 2015年4 - 6月号 ※短期集中連載扱い
- きゃっぷな♪スラたん（東雲萌黄） VOL.1・3・6
- きゃばくら!（吉北ぽぷり） 2010年10月号 - 2011年1月号（※『まんがぱれっとLite』Vol.18にも掲載あり）
- こはるびBOX（智） VOL.1 - 3
- こんこんことり（智） VOL.4・6・2007年8月号
- どた×どたムスメリウム（とく村長） 2012年10 - 12月号
- 花畑交番24時（たにたけし） 2010年3 - 7月号
- はるこ.jpg（プリンアラモード） 2010年8・10・12月号
- プラチナチャイルド（イガラシユイ） 2015年12月号 - 2016年3月号
- 保健室のM先生（はやせれく） 2008年11月号 - 2009年1月号
- ホシゾラドール（さすけ） 2020年3月号 - 2016年5月号 ※非4コマ
- もうすこししのびましょう（ギンケシ） 2012年5・10月号・2013年1月号
- 勇者と魔王の現代生活（下田ナオ） 2014年5 - 7月号 ※短期集中連載扱い

### 表紙担当
初登場順
- 湖西晶 VOL.1・2・6・7・2007年8・11月号・2008年3・9・11月号・2009年3月号
- 三ツ雪柚菜 VOL.3-5・2008年5・8月号・2009年9月号
- 荒井チェリー 2007年9月号・2008年7月号・2009年6月号・2009年11月号・2010年6月号・12月号・2011年9月号・2012年4・7月号・2013年11月号・2014年2 - 6月号（2014年2月号は原画のみを担当、2014年6月号はコバシコと共同表紙）・2015年1月号・5月号（2015年5月号はまもウィリアムズが裏表紙で「W表紙」という扱い）・2016年3・8・11月号・2017年5・12月号・2018年5月号・2019年2月号（とまとかげとのW表紙扱い）・7月号(裏表紙、鳶野とのW表紙扱い)・2020年9月号
- あらたとしひら 2007年10月号・2008年2・10月号・2009年2・10月号・2010年2月号・2011年6月号・2012年3月号
- 森圭治 2007年12月号・2008年12月号
- 高野うい 2008年1・4月号・2010年1・9月号・2011年1・3月号
- 神堂あらし 2008年6月号・2009年7月号
- 結城心一 2009年1・12月号
- 稲城あさね 2009年4・8月号・2010年4・7・11月号・2011年4月号・2012年1月号
- 一葵さやか 2009年5月号・2010年3月号
- 櫻太助 2010年5月号
- 和錆 2010年8月号
- ストロマ 2010年10月号・2011年11月号・2012年6・8月号・2013年2・10月号・2014年7月号・2015年6月号（ちょぼらうにょぽみが裏表紙で「W表紙」という扱い）・2016年6月号・2017年3・9月号・2018年3月号・2019年1月号（裏表紙・ねこうめとのW表紙扱い）2019年10月号
- 三宅大志 2011年2・5月号
- 宙 2011年7・10月号・2012年11月号・2013年9月号
- 夜野みるら 2011年8月号（桜みさきと共同表紙）・2012年1・9月号
- 桜みさき 2011年8月号（夜野みるらと共同表紙）・2013年1月号
- むらたたいち 2011年12月号・2012年12月号・2013年4・6・12月号
- まもウィリアムズ 2012年5月号・2013年3月号（2014年10月号は裏表紙全面起用、「小杉光太郎とのW表紙」という扱い）・2015年2月号 - 4月号（2015年2月号は未来電機、4月号は米田和佐が各々裏表紙で「W表紙」という扱い。5月号はまもが裏表紙全面起用、「荒井チェリーとのW表紙」という扱い）
- 玉岡かがり 2012年7月号
- 30M先 2012年10月号
- 種田優太 2013年5・8月号
- 小杉光太郎 2014年1・8 - 12月号（2014年9月号はmizukiと共同表紙、10月号はまもウィリアムズが裏表紙で「W表紙」という扱い、2016年2月号で裏表紙全面起用、「ちょぼらうにょぽみとのW表紙」という扱い）・2016年5月号・2017年4月号・2020年5月号(裏表紙、紀ノ上晟一とのW表紙という扱い)
- コバシコ 2014年6月号（荒井チェリーと共同表紙）・2015年7月号（ねこうめが裏表紙で「W表紙」という扱い）
- mizuki 2014年9月号（小杉光太郎と共同表紙）
- 未来電機 （2015年2月号で裏表紙全面起用、「まもウィリアムズとのW表紙」という扱い）
- 米田和佐 2015年8月号 - 11月号（5月号は裏表紙全面起用、「まもウィリアムズとのW表紙」という扱い）・2018年12月号（裏表紙、「しのとのW表紙」扱い）・2019年3月号(カモトタツヤとのW表紙扱い)・2019年5月号は裏表紙全面起用、「紀ノ上晟一とのW表紙」という扱い
- ちょぼらうにょぽみ 2015年12月号 - 2016年2月号（2015年12月号は緑青黒羽、2016年2月号は小杉光太郎が裏表紙で「W表紙」という扱い、2015年6月号では裏表紙全面起用、「ストロマとのW表紙」という扱い）
- TOもえ 2020年8月号
- ねこうめ （2015年7月号で裏表紙全面起用、「コバシコとのW表紙」という扱い）・2016年4・9月号・2017年2・6・11月・号・2018年1・6・8 - 11月号・（2018年9月号は「とまとかげ&カモトタツヤとのW表紙」という扱い）・2019年1・6・12月号(2019年1月号はストロマとのW表紙という扱い)・2020年5月号（小杉光太郎が裏表紙で「W表紙」という扱い）・2020年12月号
- 緑青黒羽 （2015年12月号で裏表紙全面起用、「ちょぼらうにょぽみとのW表紙」という扱い）
- 森乃葉りふ 2016年7月号・2017年7月号・2018年4月号
- 火曜 2016年10月号
- 磨伸映一郎 2017年1・10月号・2020年11月号
- しの 2017年8月号・2018年2・7・12月号（2018年12月号は「米田和佐とのW表紙」扱い）・2019年8月号
- カモトタツヤ 2018年9月号（とまとかげとコラボ裏表紙、「ねこうめとのW表紙」扱い）・2019年3月号（裏表紙、米田和佐とのW表紙扱い）・2019年5月号（とまとかげとのW表紙）
- とまとかげ 2018年9月号（カモトタツヤとコラボ裏表紙、「ねこうめとのW表紙」扱い）・2019年2月号（裏表紙、荒井チェリーとのW表紙扱い）・2019年5月号（カモトタツヤとのW表紙）
- 紀ノ上晟一 2019年4月号(楠元とうかとのW表紙扱い)・2019年9・11月号・2020年7月号
- 楠元とうか 2019年4月号(裏表紙、紀ノ上晟一とのW表紙という扱い)
- しょたん 2020年1月号（ホリが裏表紙で「W表紙」という扱い）
- 鳶野 2020年2月号（荒井チェリーが裏表紙で「W表紙」という扱い）
- ホリ 2020年1・3・6月号(2020年1月号は裏表紙、しょたんとのW表紙という扱い・2021年1・2・4月号
- 森乃葉りふ 2020年4月号
- pote 2020年10月号
- 狂zip 2021年3月号

## アニメ化作品
| 作品                                     | 放送年 | アニメーション制作               | 備考    |
| ---------------------------------------- | ------ | -------------------------------- | ------- |
| 未確認で進行形                           | 2014年 | 動画工房                         | OVAあり |
| 普通の女子校生が【ろこどる】やってみた。 | 2014年 | feel.                            | OVAあり |
| みりたり!                                | 2015年 | Creators in Pack                 |         |
| だんちがい                               | 2015年 | Creators in Pack                 |         |
| 不思議なソメラちゃん                     | 2015年 | セブン                           |         |
| 氷室の天地 Fate/school life              | 2017年 | ufotable                         |         |
| すのはら荘の管理人さん                   | 2018年 | SILVER LINK.                     |         |
| アズールレーン びそくぜんしんっ!         | 2021年 | Yostar Pictures studio CANDY BOX |         |

## まんが4コマぱれっとonline
『まんが4コマぱれっと』本誌で連載している作品の番外編や、『ぱれっとonline』独自の連載作品を配信していた。2015年12月28日配信終了。
以下には『ぱれっとonline』独自の連載作品のみ記す。
- えむてけ（中村亮介） まんがぱれっとLite VOL.4・7・10-28（偶数号隔月）・38、以降12話までオンライン配信され、最終13話が本誌2012年9月号に掲載され、完結。単行本発売後の2012年8月10日に改めて最終話を再掲配信。
- 妹はいいものだ（内村かなめ） 2012年9月10日より配信中 ※2013年6月号本誌ゲストを経て8月号より並行連載
- えろげや×シスター（御木本かなみ） まんがぱれっとLite VOL.37-38、以降オンライン配信され完結。
- くらまちゃんにグイってしたらピシャってされた!（ストロマ） 「まんが4コマぱれっと」2016年11月号で完結。
- さちるデリュージョン（北峰ラリュウ） まんがぱれっとLite VOL.33-38、以降オンライン配信され完結。
- 10歳の保健体育-補習編-（渡真仁、原作：竹井10日） 2013年6月10日より配信、2015年9月10日配信分で完結　※2012年1月20日より配信開始日まで「原作小説 お試し読み」を配信していた
- つくもつく（月見里中） 本誌2010年7-10月号・12月号-2011年5月号、以降オンライン配信され完結。
- ふぃっとねす（ストロマ） 本誌2008年4・6・8・9・11月号、まんがぱれっとLite VOL.22-38、以降オンライン配信され完結。

## 別冊
まんが4コマKINGSぱれっとnano
2007年8月より夏のコミックマーケットの企業ブースで一迅社が1000円で販売している小冊子。本誌で通信販売も行なわれている。B5判、本文48ページ、表紙はフルカラー。同人誌的な体裁でISBNコードなどは付いていない。本誌の執筆者を中心に基本的に2ページずつ担当し、冊子のテーマごとに夏にちなんだ本誌掲載作品の番外編が発表された。作品によっては本誌では見られない水着エピソードなども披露している。2009年のvol.3以降は冊子ごとにテーマが設けられ、2冊ずつ刊行されている。冊子のテーマは以下の通り。
- vol.3 - コラボ
- vol.4 - 夏
- vol.5 - コラボ
- vol.6 - ポロリ
- vol.7 - 涼
- vol.8 - 百合

本冊子に発表された番外編は単行本に収録されていないものが多い。